# فيرونيكا كارلسون
فيرونيكا كارلسون (بالإنجليزية: Veronica Carlson)‏ هي عارضة وممثلة بريطانية، ولدت في 18 سبتمبر 1944 بيوركشاير في المملكة المتحدة.

## وصلات خارجية
- فيرونيكا كارلسون على موقع IMDb (الإنجليزية)
- فيرونيكا كارلسون على موقع ألو سيني (الفرنسية)
- فيرونيكا كارلسون على موقع أول موفي (الإنجليزية)
- فيرونيكا كارلسون على موقع قاعدة بيانات الأفلام السويدية (السويدية)
- فيرونيكا كارلسون على موقع قاعدة بيانات الفيلم (الإنجليزية)
- فيرونيكا كارلسون على موقع كينوبويسك (الروسية)